# Bandera de Trieste

La bandera del estado libre de Trieste, estaba compuesta por un fondo rojo y por una lanza dorada. Fue oficial desde su creación en el año 1947 al 1954.